# 文侯 (蔡)
文侯（ぶんこう、生年不詳 - 紀元前592年）は、春秋時代の蔡の君主。姓は姫、名は申。荘侯の子で、荘侯の後を受けて蔡国の君主となった。紀元前592年1月、死去した。在位20年。